# Brigetta Barrett
Brigetta Barrett (New York, 24 december 1990) is een Amerikaanse hoogspringster. Ze nam eenmaal deel aan de Olympische Spelen en won bij die gelegenheid een zilveren medaille.

## Loopbaan
In 2011 werd Barrett op de wereldkampioenschappen in Daegu tiende met als hoogste sprong 1,93 m. Op de universiade in Shenzen, China, dat jaar veroverde ze de hoogspringtitel en haar eerste goud op een internationale competitie met een sprong over 1,96. Op de Olympische Spelen van 2012 in Londen behaalde ze een zilveren medaille met een sprong over 2,03, meteen een persoonlijk record. 
Tijdens de WK van 2013 in Moskou werd Barrett in eerste instantie tweede. Ze sprong 2,00 m, waar de nummer één Svetlana Shkolina over 2,03 m heen ging. In februari 2019 werd over Shkolina echter een vierjarige schorsing wegens dopinggebruik uitgesproken, die met terugwerkende kracht vanaf 2012 inging. Dit hield in dat de Russin haar in 2013 veroverde wereldtitel en haar gouden medaille kon inleveren.
Barrett is als studente ingeschreven aan de Universiteit van Arizona en traint en woont in Tucson.

## Titels
- Wereldkampioene hoogspringen - 2013
- Universiade kampioene hoogspringen - 2011
- Amerikaans kampioene hoogspringen - 2011, 2013
- NCAA-kampioene hoogspringen - 2011, 2012, 2013
- NCAA-indoorkampioene hoogspringen - 2011, 2012, 2013

## Persoonlijke records
Outdoor
| Onderdeel    | Prestatie | Datum         | Plaats     |
| ------------ | --------- | ------------- | ---------- |
| 400 m        | 55,04 s   | 27 april 2013 | Tempe      |
| hoogspringen | 2,04 m    | 22 juni 2013  | Des Moines |

Indoor
| Onderdeel    | Prestatie | Datum           | Plaats       |
| ------------ | --------- | --------------- | ------------ |
| hoogspringen | 1,97 m    | 27 januari 2012 | Fayetteville |

## Palmares

### Kampioenschappen
| Jaar | Wedstrijd         | Plaats  | Onderdeel    | Resultaat | Sprong |
| ---- | ----------------- | ------- | ------------ | --------- | ------ |
| 2011 | WK                | Daegu   | hoogspringen | 10e       | 1,93 m |
| 2011 | Amerikaanse kamp. |         | hoogspringen | Goud      | 1,95 m |
| 2011 | universiade       | Shenzen | hoogspringen | Goud      | 1,96 m |
| 2012 | OS                | Londen  | hoogspringen | Zilver    | 2,03 m |
| 2013 | WK                | Moskou  | hoogspringen | Goud      | 2,00 m |

### Diamond-League podiumplaatsen
| Jaar | Wedstrijd         | Plaats      | Onderdeel    | Resultaat | Sprong |
| ---- | ----------------- | ----------- | ------------ | --------- | ------ |
| 2013 | Adidas Grand Prix | New York    | hoogspringen | Brons     | 1,91 m |
| 2013 | Meeting Areva     | Saint-Denis | hoogspringen | Zilver    | 1,98 m |
| 2013 | Herculis          | Monaco      | hoogspringen | Goud      | 2,01 m |

1983 Tamara Bykova ·
1987 Stefka Kostadinova ·
1991 Heike Henkel ·
1993 Ioamnet Quintero ·
1995 Stefka Kostadinova ·
1997 Hanne Haugland ·
1999 Inha Babakova ·
2001 Hestrie Cloete ·
2003 Hestrie Cloete ·
2005 Kajsa Bergqvist ·
2007 Blanka Vlašić ·
2009 Blanka Vlašić ·
2011 Anna Tsjitsjerova ·
2013 Brigetta Barrett ·
2015 Maria Koetsjina ·
2017 Maria Lasitskene ·
2019 Maria Lasitskene ·
2022 Eleanor Patterson ·
2023 Jaroslava Mahoetsjich